# Дейвид Ървинг
Дейвид Джон Каудел Ървинг (на английски: David John Cawdell Irving, р. 24 март 1938 г.) е британски историк, специализиращ във военната история на Втората световна война и отрицател на Холокоста.
Научава немски език и прекарва известно време в Германия за по-добро разбиране на нейната история. Автор е на повече от 30 книги за Втората световна война, включително Разрушаването на Дрезден (1963), Войната на Хитлер (1977), Въстание! (1981), Войната на Чърчил (1987) и Гьобелс – архитект на Третия райх (1996).
Репутацията на Ървинг като историк е накърнена след неуспешно дело за клевета заведено от него през 1996 г. срещу американския историк Дебора Липстад и издателството „Пенгуин Букс“. Английският съд установява, че Ървинг е активен отрицател на Холокоста, антисемит и расист, който „настоятелно и многократно е манипулирал и изкривявал историческите факти заради собствените си идеологически пристрастия.“ Освен това съдът установява, че Ървинг без основание представя Хитлер в добра светлина, преди всичко по отношение нагласата на Хитлер към евреите и отговорността му за начина, по който са били третирани.
През ноември 2005 г. Ървинг е арестуван в Австрия по обвинение в отричане на Холокоста в две речи през 1989 г. През февруари 2006 г. е осъден на три години затвор, като излежава присъдата до декември 2006 г.

## Родители
Ървинг и неговият брат-близнак са родени в Хътън, близо до Брентууд, Есекс, Англия. Неговият баща, Джон Джеймс Каудел Ървинг, е командир в Кралския флот, неговата майка, Берил, е илюстратор. По време на Втората световна война баща му е офицер на борда на лекия крайцер HMS Edinburgh. На 2 май 1942 г., докато ескортира Convoy QP-11 в Баренцово море, корабът е потопен от немска подводница U-456. Бащата на Ървинг оцелява, но след трагедията прекъсва всичките си връзки със съпругата си и техните деца.

## Ученически години
След завършване на A-нивата в Училището на Брентууд Ървинг за кратко учи физика (без да завърши) в Имперския колеж на Лондон. Пише за студентския вестник Phoenix, редактор е на списанието Carnival Times на Карнавалния комитет на Лондонския университет през 1959 г.

## Разрушаването на Дрезден
След като служи като редактор на списанието Ървинг заминава за Западна Германия, където работи като работник в стоманолеярната на Тисен в Рур и научава немски. След това се премества в Испания, където работи като чиновник във въздушна база. В Испания той се жени за първата си съпруга, испанка, от която има пет деца. През 1962 г. пише поредица от 37 статии за кампанията за бомбардиране на Съюзниците, Wie Deutschlands Städte starben (Как германските градове умряха), за германското списание Neue Illustrierte. Те служат като основа за първата му книга, Разрушаването на Дрезден (1963), в която той проучва бомбардировките на Дрезден през февруари 1945 г. До 1960-те години е започнал дебат за моралността на зоновото бомбардиране на германските градове, особено в Обединеното кралство. Към книгата на Ървинг, която е илюстрирана с графични снимки, следователно има значителен интерес и тя става международен бестселър.

## Историк
След успеха на книгата му за Дрезден, Ървинг продължава да пише, включително някои книги по ревизионистка история. През 1964 г. пише The Mare's Nest, книга за германските тайни оръжейни проекти и контрамерките на Съюзническото разузнаване срещу тях, превежда „Мемоарите на фелдмаршал Вилхелм Кайтел“ през 1965 г., а през 1967 г. публикува Инцидент: Смъртта на генерал Сикорски, в която изразява мнението, че Уинстън Чърчил е имал пръст в смъртта на лидера в изгнание на полското правителство ген. Владислав Сикорски. Ървинг твърди, че самолетната катастрофа, в която загива ген. Сикорски през 1943 г., всъщност е „убийство“, заповядано от Чърчил, за да може той да предаде Полша на Съветския съюз. Книгата на Ървинг вдъхновява противоречивата пиеса от 1967 г. „Войници“ от приятеля му, немския драматург Ролф Хохут, която изобразява Чърчил като поръчител на убийството на ген. Сикорски. През 1967 г. Ървинг публикува още две книги: The Virus House, разказ за германския проект за ядрена енергия, и Разрушаването на PQ-17.
След това Ървинг се насочва към писането на биографии. Неговият успех с Дрезден му дава възможност да се свърже с живи членове на вътрешния кръг на Хитлер и много възрастни бивши служители на националсоциалистическото правителство даряват дневници и други материали. През 1972 г. Ървинг превежда мемоарите на ген. Райнхард Гелен, а през 1973 г. публикува Възходът и падението на Луфтвафе, биография на маршала от авиацията Ерхард Милх. Остатъка от 1970-те години Ървинг прекарва, работейки върху Войната на Хитлер и Пътят към война, двутомната му биография на Адолф Хитлер, По дирята на Лисицата, биография на фелдмаршал Ервин Ромел и поредица за Sunday Express, описваща известния набег за разрушаване на язовири на Кралските ВВС.

## Ревизионизъм
През 1977 г. Ървинг публикува Войната на Хитлер, първия том от двутомната му биография на Адолф Хитлер. В нея той се опитва да опише войната от „гледната точна на Хитлер“, разчитайки доколкото е възможно на първични източници на информация. Книгата му обвинява Съюзническите лидери, особено Уинстън Чърчил, за ескалацията на войната и твърди, че германското нахлуване в Съветския съюз е превантивна война, която Хитлер е принуден да поведе, за да предотврати надвиснало съветско нападение (теза, поддържана от напусналия съветското ГРУ Виктор Суворов). В допълнение, цитирайки работите на историци като Хари Барнс, Дейвид Хоган и Фредерик Вийл, Ървинг застъпва тезата, че Великобритания носи основната отговорност за избухването на войната през 1939 г.
Само няколко месеца след първоначалното публикуване на Войната на Хитлер Ървинг публикува По дирята на Лисицата, биография на фелдмаршал Ервин Ромел. В нея Ървинг напада членовете на заговора от 20 юли за убийство на Хитлер, наричайки ги „предатели“, „страхливци“ и „манипулатори“, и твърди, че отговорът на Хитлер е напълно оправдан и тяхната съдба заслужена. Ървинг поставя под съмнение популярното гледище, че Ромел е един от лидерите на бунта: според него Ромел е останал верен на Хитлер до края и истинската вина за принудителното му самоубийство лежи в неговите сътрудници, които заговорничат срещу него, за да спасят собствения си живот и защото му завиждат за медалите. Ървинг обвинява приятеля и началник-щаб на Ромел Ханс Шпайдел за забъркването на името на Ромел в опита за преврат.
През 1978 г. Ървинг публикува Пътят към война, втория том за събитията, предшестващи войната, който е написана от подобна гледна точка. Въпреки известна критика, книгата се продава добре, както и всички книги на Ървинг дотогава.
През 1980-те години Ървинг започва да проучва и пише по други теми, освен Германия, но с по-малко успех. Той започва проучването за тритомната си биография на Уинстън Чърчил. През 1981 г. публикува две книги. Първата е Войната между генералите, в която разглежда Върховното командване на Съюзниците, описвайки в подробности разгорещените конфликти между генералите от различните страни и представяйки слухове за личния им живот. Втората книга е Въстание!, за Унгарското въстание от 1956 г., което Ървинг характеризира като „предимно антиеврейско“, защото самият комунистически режим е контролиран от евреи. Той придобива достъп до унгарски партийни документи и интервюира някои от участниците за написването на книгата.
През 1987 г. е публикувана Войната на Чърчил, том I. В нея Ървинг представя ревизионистичен портрет на Чърчил – като алкохолик, страхливец, расист и корумпиран подстрекател към война, сервилен на интересите на евреите. Ървинг също обвинява Чърчил, че „продава Британската империя“ и „обръща Великобритания срещу естествения ѝ съюзник, Германия“.
През 1986 г. Ървинг е един от малкото автори на английски език, които подкрепят противоречивата теза на германския философ Ернст Нолте, който, в статия на име Die Vergangenheit, die nicht vergehen will („Миналото, което не иска да си отиде“), твърди, че понеже президентът на Световната ционистка организация Хаим Вайцман пише писмо до британския министър-председател Невил Чембърлейн, обещавайки пълната подкрепа на организацията за британското военно усилие на 3 септември 1939 г., че това представлява „еврейско обявяване на война“ и следователно германското правителство е напълно оправдано да интернира евреите в Европа в концентрационни лагери.

## Въпросът Холокост
В течение на годините позицията на Ървинг за Холокоста се е променила значително. До средата на 1980-те години Ървинг започва да се асоциира с Института за преразглеждане на историята и започва да дава речи на групи като патриотичния Германски народен съюз (Deutsche Volksunion), твърдейки, че германците не са изтребвали евреи в газови камери по време на Втората световна война. Той също застъпва позицията, че части от Дневникът на Ан Франк може да са били подправени от баща ѝ и през 1988 г. свидетелства в Канада на делото за отричане на Холокоста срещу Ернст Цюндел. Ървинг по-късно твърди, че Цюндел го е убедил, че не е имало Холокост.
Що се отнася до доказателствата, че Холокост не се е състоял, Ървинг цитира доклада на експерта по екзекуции Фред Лойхтер, който не намира доказателства за газови камери за убиване на хора в концентрационния лагер Аушвиц. След делото Ървинг публикува доклада на Лойхтер в Обединеното кралство и му пише предговор. В документалния филм на Ерол Морис за Лойхтер, Mr. Death: The Rise and Fall of Fred A. Leuchter, Jr., Ървинг казва, „Основната точка [на доклада на Лойхтер]": няма значителен остатък от цианид в тухлената зидария. Това ме убеди. Когато прочетох това в съдебната зала в Торонто, станах твърдо убеден.“

## Личен живот
През 1961 г., докато живее в Испания, Ървинг се запознава и се жени за испанката Мария дел Пилар Стюйк. Имат четири деца. Развеждат се през 1981 г. През 1992 г. Ървинг започва връзка с датския модел Бенте Хог. Имат дъщеря, родена през 1994 г.
Дъщерята на Ървинг Джоузефин е болна от шизофрения. Участва в автомобилна катастрофа през 1996 г., в резултат на която се налага да ампутират и двата ѝ крака. През септември 1999 г., на 32-годишна възраст, тя се самоубива, хвърляйки се от прозореца на апартамента си в центъра на Лондон. Един от венците, изпратени на погребението ѝ, съдържал картичка, гласяща: „Наистина милостива смърт – Филип Боулер и приятели“. Позоваването на Боулер е препратка към нациста, който отговаря за програмата за евтаназия на Хитлер. Ървинг приема картичката като „много жестока подигравка“.